# Bandera de Lituània
La bandera de Lituània es compon de tres franges horitzontals d'igual gruix en colors groc, verd i vermell. És l'única bandera europea amb aquesta combinació de colors. Fou adoptada l'abril de 1918, fou prohibida per la Unió Soviètica a partir de 1940 i rehabilitada el 1988. Finalment s'adoptà oficialment el 20 de març de 1989.
El disseny actual fou elaborat per una comissió formada per Jonas Basanavičius, Tadas Daugirdas i Antanas Žmuidzinavičius designada pel Consell de Lituània després de la desintegració de l'imperi Rus el 1917. El 19 d'abril de 1918 el Consell va aprovar el disseny proposat per la comissió. La bandera s'utilitzà fien el 1940, data en què el país fou incorporat a la Unió Soviètica amb el nom de República Socialista Soviètica de Lituània.
El 20 de març de 1989 fou un altre cop declarada oficialment la bandera de la República de Lituània, però sent els colors lleugerament més clars que els originals.

## Disseny
Les proporcions i colors de la bandera estan establerts per llei. Sent la ràtio d'amplada i llargada de 3:5. La bandera nacional històrica és d'1 metre d'amplada per 1,7 m de llargada.
La relació de colors és la següent:
| Model de color | Groc         | Verd         | Vermell      |
| -------------- | ------------ | ------------ | ------------ |
| Pantone        | 1235 C       | 349 C        | 180 C        |
| RGB            | 253, 185, 19 | 0, 106, 68   | 193, 39, 45  |
| CMYK           | 0/30/100/0   | 100/55/100/0 | 25/100/100/0 |
| HTML           | #FFB81C      | #046A38      | #BE3A34      |

## Banderes històriques

Gran Ducat de Lituània (1009–1569)
Confederació de Polònia i Lituània (1569–1795)
Bandera de Lituània (1918–1940)
Bandera de l'RSS de Lituània (1944–1953)
Bandera de l'RSS de Lituània (1953-1988)
Bandera de Lituània (1988-2004), ràtio 1:2
Bandera nacional històrica des de 2004, ràtio 3:5
Bandera de Lituània (2004 en endavant)

## Banderes dels comtats
Cadascun dels 10 comtats de Lituània ha adoptat una bandera, cadascuna d'elles d'acord amb un patró: un rectangle blau amb deu creus de Vytis en or, que actua com una franja que envolta el motiu central de la bandera, el qual és triat pel mateix comtat. La majoria dels dissenys centrals van ser adaptacions de l'escut d'armes del comtat.

Comtat d'Alytus
Comtat de Kaunas
Comtat de Klaipėda
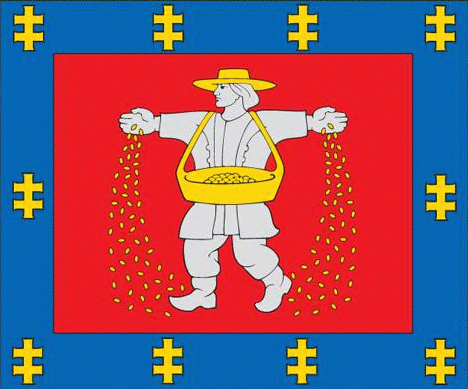
Comtat de Marijampolė
Comtat de Panevėžys
Comtat de Šiauliai
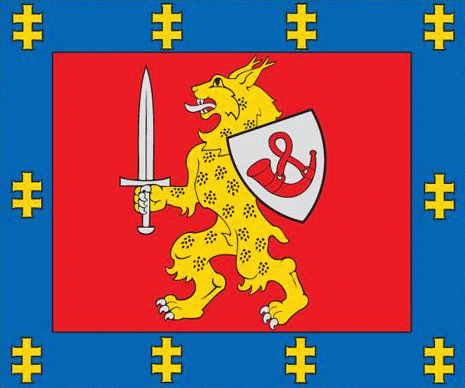
Comtat de Tauragė
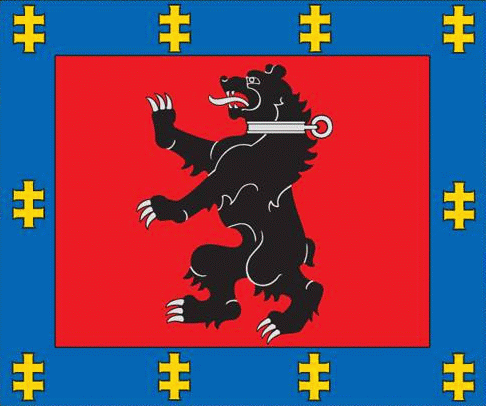
Comtat de Telšiai
Comtat d'Utena
Comtat de Vilnius